# سارة بلاكسلي (رسامة)
سارة بلاكسلي (بالإنجليزية: Sarah Blakeslee)‏ هي رسامة أمريكية، ولدت في 13 يناير 1912، وتوفيت في 2005.